# Sophiahof

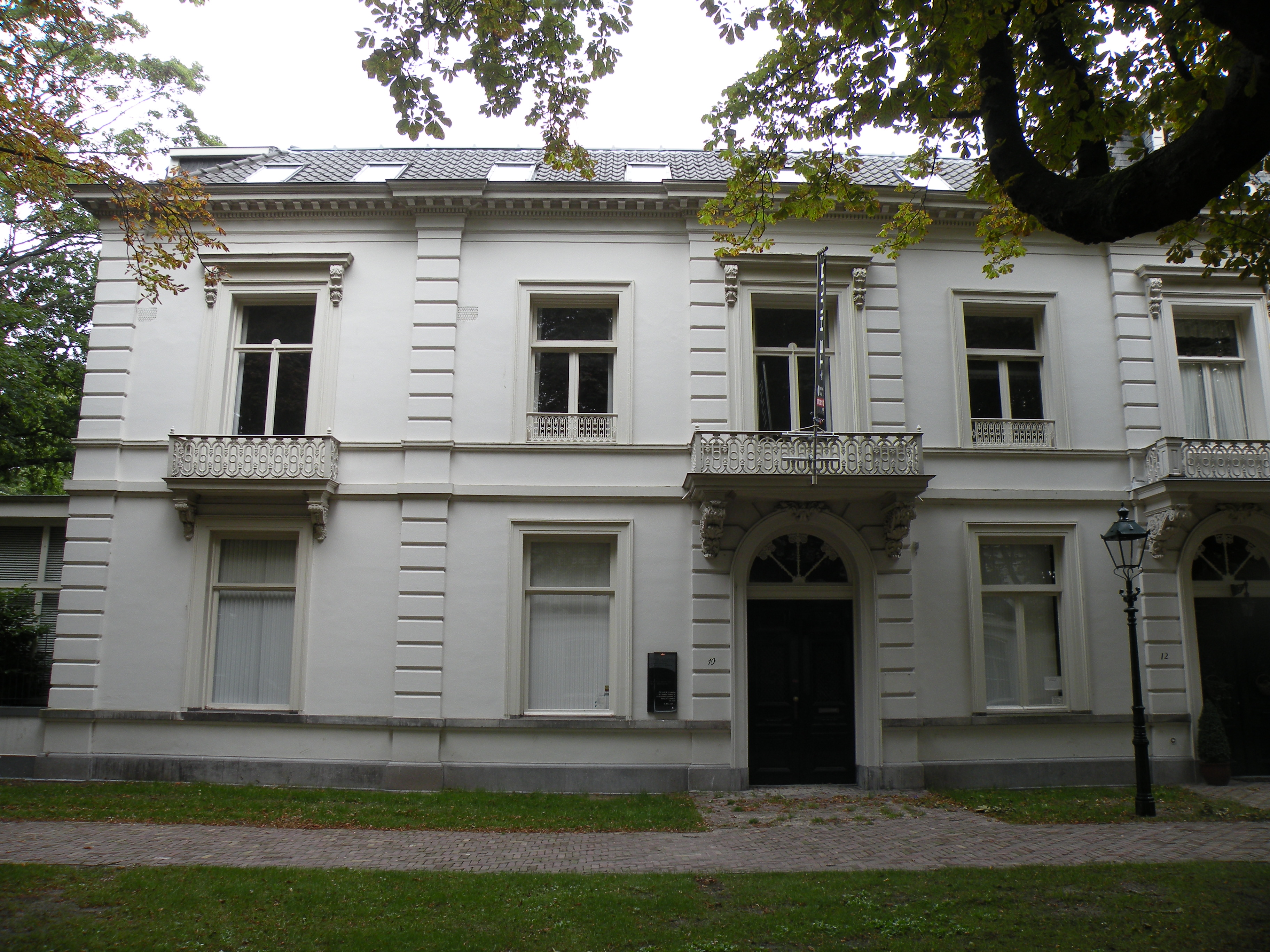
Sophialaan 10, Den Haag

De Sophiahof aan de Sophialaan 10-12 in Den Haag werd gebouwd in 1858-1859 voor Guillaume Louis Baud en diens schoonzus Petronella Riesz.

## Geschiedenis
Het pand dat nu bekendstaat als de Sophiahof werd gebouwd als dubbel woonhuis en staat in de wijk Willemspark. Dit park was eigendom van koning Willem II maar moest door omvangrijke schulden na zijn overlijden verkocht worden; uiteindelijk kocht Willem III het park. In 1855 besloten B&W van Den Haag het park voor ƒ 45.000 aan te kopen. Vervolgens planden B&W de bouw van 20 villa's en 20 herenhuizen rond het herdenkingsteken ter herinnering aan de onafhankelijkheid van 1813. De gemeente zelf maakte het park bouwrijp na verkoop van bomen, heesters, planten en hekken. Eind 1857 waren vrijwel alle bouwgronden verkocht en een van de eerste kopers was oud-minister van Koloniën Guillaume Louis Baud (1801-1893).
Baud kocht twee percelen: een voor hemzelf en een als gemachtigde voor de halfzus van zijn vrouw, Petronella Wilhelmina Nicolasina Riesz (1834-1863). Zijn vrouw was Wilhelmina Jacobina Theodora Couperus (1818-1899), lid van de familie Couperus en dochter van Petrus Theodorus Couperus (1787-1823) en Catharina Rica Cranssen (1795-1845); Bauds schoonmoeder Cranssen hertrouwde in 1824 met de militair en latere generaal Carel Jan Riesz met wie zij vervolgens onder anderen Petronella Riesz kreeg.

### Bouw
Op 29 januari 1858 tekende Baud het contract met aannemer Quirinus Wennekers om het dubbele woonhuis naar ontwerp van architect Arend Roodenburg uit te voeren. Het huis voor Baud zou groter worden dan dat voor Riesz, met verhouding van 4:3, hetgeen ook tot uitdrukking kwam in de verdeling van de bouwsom over de twee opdrachtgevers. De betaling zou in zes termijnen gebeuren. In de zomer van 1859 waren de huizen klaar en ging Baud er wonen; de finale afrekening vond plaats in oktober 1859.
Het huis van Baud telde beneden links van de gang vier aansluitende kamers en rechts van de gang de eetzaal, keukens en een badkamer. Op de bovenverdieping waren zes slaapkamers, daarboven lag een zolder met onder andere twee dienstbodenkamers.
Het huis voor Riesz was dus kleiner. Beide huizen waren op de eerste verdieping door een deur met elkaar verbonden. De tuinen waren van elkaar gescheiden door een schutting, waarin een poortje was gemaakt om toegang naar elkaars huizen mogelijk te maken. De gemeente verrichtte ook werkzaamheden aan de laan: plaatsing van gaslantaarns en iepen en de aanleg van schelpentrottoirs. De laan werd vernoemd naar de jongere zus van koning Willem III, Sophia, die in 1845 de eerste steen had gelegd voor haar vaders manege in het Willemspark.

### Sophialaan 10
In 1875 verkocht Baud het 'grote huis' aan de uit Dordrecht afkomstige boekverkoper G.J. Blussé (1821-1901). Baud ging daarna op zijn buitenplaats Zeerust wonen, gelegen aan de Vliet in Stompwijk; het huis Sophialaan 12 hield hij aan. Blussé verkocht het pand nummer 10 al in 1879 aan de Groninger mr. Oncko Wicher Star Numan (1840-1899), een telg uit het geslacht Numan en eerst werkzaam als commies-griffier bij de Tweede Kamer, en na 1880 als opvolger van jhr. J.K.J. de Jonge griffier bij de Eerste Kamer.
Oncko Star Numan was getrouwd met jkvr. Johanna Agathe van Swinderen (1844-1898). Zij lieten een aantal veranderingen aan het pand aanbrengen. In de tuin werd een koetshuis gebouwd, waarvoor hun dochter Catharina in 1886 de eerste steen mocht leggen. Ook werd een grote voorkamer rechts van de voordeur als studeerkamer ingericht. De eetkamer kwam nu links van de gang, tegenover de keuken.
Na het overlijden van Star Numan erfden zijn drie kinderen het huis aan de Sophialaan; in 1922 werd dochter Catharina Cornelia Star Numan (1879-1965), echtgenote van de burgemeester Evert Jan Thomassen à Thuessink van der Hoop van Slochteren (1875-1952) de enige eigenaresse, maar omdat het echtpaar op de Fraeylemaborg woonde, stond het vaak leeg totdat zij het in 1936 aan Het Haagsche Lyceum verhuurde, dat er tot 1972 gevestigd bleef. Daarna ging het over in handen van de twee kinderen van ir. J.R.M. Keunen (1885-1964), de oprichter van het lyceum. In 1981 werd het verkocht aan de Hartstichting en in 1991 aan de VNG waarin vanaf 1992 haar onderzoeksbureau SGBO gevestigd was. Van 2011 tot 2018 huisde het The Hague Institute for Global Justice in het pand. Sinds 1 januari 2018 huizen onder andere het Indisch Herinneringscentrum (IHC) en het Moluks Historisch Museum in het gebouw. Op 27 juni 2019 opende koning Willem-Alexander in het gebouw het Museum Sophiahof.

### Sophialaan 12
In mei 1863 overleed Petronella Riesz. Haar zwager Baud was benoemd tot executeur-testamentair; in het testament was bepaald dat Baud haar huis aan de Sophialaan 12 uit haar erfenis mocht kopen tegen de taxatiewaarde, hetgeen hij deed.
Rond 1880 verkocht Baud de buitenplaats Zeerust en ging met zijn vrouw en dochter Minta wonen aan de Sophialaan 12. Toen zijn oudste zoon Jan Carel Willem Ricus Theodore Baud (1838-1883) in 1883 overleed kwamen zijn weduwe Johanna Wilhelmina Petronella Steenstra Toussaint (1844-1927) met de kinderen bij hen inwonen. Onder die kinderen was ook Elisabeth Wilhelmina Johanna Baud (1867-1960). De weduwe vertrok wegens het klimaat al snel opnieuw naar Java en liet haar dochter Elisabeth en haar zoon Willy bij hun grootouders achter. Daar kwam hun verwant, de latere schrijver Louis Couperus (1863-1923), geregeld op bezoek. In 1891 overleed Baud en later dat jaar trouwde Elisabeth met haar achterneef Louis Couperus; hun huwelijksreceptie vond plaats aan de Sophialaan 12. In 1903 werd het pand door de erfgenamen van de oud-minister Baud verkocht aan Johanna Frederique van Hattum van Alphen-de Vogel (1860-1918). Erfgenamen van de laatste verhuurden vervolgens het huis, onder andere aan de Japanse legatie totdat het in 1948 verkocht werd aan de Amerikaanse regering door de ambassadeur van dat land, Herman B. Baruch.